# Scopula erlangeri
Scopula erlangeri là một loài bướm đêm trong họ Geometridae.